# برتك
برتك ((بالأرمنية: Բերդակ)، (بالكردية: Pêrtag)) هي بلدة صغيرة وقضاء في محافظة تونجلي، تركيا. يبلغ عدد السكان 6,341 نسمة.